# Río Trocoman
Río Trocoman är ett vattendrag i Argentina.   Det ligger i provinsen Neuquén, i den sydvästra delen av landet, 1 200 km väster om huvudstaden Buenos Aires.
Omgivningarna runt Río Trocoman är i huvudsak ett öppet busklandskap. Trakten runt Río Trocoman är nära nog obefolkad, med mindre än två invånare per kvadratkilometer.